# Purperkeelorganist
De purperkeelorganist (Euphonia chlorotica) is een zangvogel uit de familie Fringillidae (vinkachtigen).

## Verspreiding en leefgebied
Deze soort telt vijf ondersoorten:
- E. c. cynophora: oostelijk Colombia, zuidelijk Venezuela en noordelijk Brazilië.
- E. c. chlorotica: Guyana's, noordoostelijk en oostelijk Brazilië.
- E. c. amazonica: centraal Brazilië.
- E. c. taczanowskii: Peru en noordelijk Bolivia.
- E. c. serrirostris: zuidoostelijk Bolivia en zuidelijk Brazilië tot centraal Argentinië.